# 장재혁 (1976년)
장재혁(1976년 3월 16일 ~ )은 전 KBO 리그 한화 이글스의 투수이다. 2024년 현재, 유소년클럽 ‘세종엔젤스’ 감독이다. 동년 3월 JTBC 예능 ‘손 없는 날’에 출연했다.

## 선수 시절

### 한화 이글스시절
2000년에 입단하였다.

### 상무 야구단시절
2003년에 입단하였다.

## 출신 학교
- 대전고등학교
- 홍익대학교